# Corba del drac

Primeres iteracions de la corba del drac de Heighway.

En matemàtiques, les corbes del drac són una família de corbes fractals que es poden aproximar mitjançant mètodes recursius simples. Sovint s'utilitza el terme corba del drac per referir-se explícitament a la corba del drac de Heighway perquè n'és la més coneguda, pel fet de ser l'estructura que es forma en doblegar un paper repetidament per la meitat en la mateixa direcció, i observant després la direcció dels plecs un cop desplegat. El patró obtingut també es coneix com la seqüència de la corba del drac.

## Drac de Heighway

Desplegament recursiu de la corba, amb zoom.

Construcció recursiva de la corba afegint plegaments rectangulars.

El drac de Heighway (també conegut com el drac de Harter–Heighway) va ser investigat per primera vegada pels físics de la NASA John Heighway, Bruce Banks i William Harter. Va ser descrit per Martin Gardner a la seva columna Mathematical Games de la revista Scientific American el 1967. Moltes de les seves propietats van ser publicades per primera vegada per Chandler Davis i Donald Knuth. La corba va aparèixer a les pàgines corresponents al títol de cada capítol de la novel·la Jurassic Park, de Michael Crichton, de forma que a cada nou capítol li corresponia la corba amb una iteració més, és a dir, una versió més gran i complexa de la corba.
El drac de Heighway és el límit del següent sistema de funcions iterades en el pla complex:
{\displaystyle f_{1}(z)={\frac {(1+i)z}{2}}}
{\displaystyle f_{2}(z)=1-{\frac {(1-i)z}{2}}}
amb el sistema de punts inicial {\displaystyle S_{0}=\{0,1\}}.
Utilitzant parells de nombres reals, les funcions també es poden representar:
{\displaystyle f_{1}(x,y)={\frac {1}{\sqrt {2}}}{\begin{pmatrix}\cos 45^{\circ }&-\sin 45^{\circ }\\\sin 45^{\circ }&\cos 45^{\circ }\end{pmatrix}}{\begin{pmatrix}x\\y\end{pmatrix}}}
{\displaystyle f_{2}(x,y)={\frac {1}{\sqrt {2}}}{\begin{pmatrix}\cos 135^{\circ }&-\sin 135^{\circ }\\\sin 135^{\circ }&\cos 135^{\circ }\end{pmatrix}}{\begin{pmatrix}x\\y\end{pmatrix}}+{\begin{pmatrix}1\\0\end{pmatrix}}}

### Propietats de la corba
- Tot i tenir un aspecte complex, la corba del drac de Heighway té unes dimensions senzilles, que es mostren a continuació. Cal tenir en compte que les dimensions 1 i 1.5 són límits i no valors reals.

- La seva superfície també és simple: si el segment inicial fa 1, llavors la superfície és {\displaystyle 1/2} a causa de les seves propietats de pavimentació.
- La corba mai es creua a si mateixa.
- La corba té diverses autosimilituds. La més òbvia és la repetició del mateix patró inclinat 45° i amb una escala i amb una proporció de reducció de {\displaystyle \textstyle {\sqrt {2}}}.

- La seva dimensió fractal és {\displaystyle \ln(2)/\ln({\sqrt {2}})=2}, per tant és una corba que recobreix el pla, de forma similar a les corbes de Peano.
- El seu perímetre tendeix a infinit, ja que cada iteració augmenta en un factor similar.
- La dimensió fractal del seu perímetre és complexa però s'ha trobat analíticament que correspon a l'arrel de l'equació {\displaystyle 4^{x}(2^{x}-1)=4(2^{x}+1)}.[3][4]

### Tessel·lació
La corba del drac de Heighway pot tessel·lar el pla de moltes maneres.

Primer element amb 4 corbes
Segon element amb 4 corbes
Tercer element amb 4 corbes
La corba pot tessel·lar amb ella mateixa
Primer element amb 2 corbes
Segon element amb 2 corbes (Twindragon)
Tercer element amb 2 corbes
Exemple de recobriment del pla
Exemple de recobriment del pla
Exemple de recobriment del pla

## Seqüència de la corba del drac
La seqüència corresponent als plegaments de la corba del drac és una seqüència automàtica binària que es pot obtenir afegint 1 i 0 alternadament entre els termes de la iteració anterior:
{\displaystyle 1\rightarrow {\color {RoyalBlue}{\underline {1}}}1{\color {RoyalBlue}{\underline {0}}}\rightarrow 110\rightarrow {\color {RoyalBlue}{\underline {1}}}1{\color {RoyalBlue}{\underline {0}}}1{\color {RoyalBlue}{\underline {1}}}0{\color {RoyalBlue}{\underline {0}}}\rightarrow 1101100\rightarrow {\color {RoyalBlue}{\underline {1}}}1{\color {RoyalBlue}{\underline {0}}}1{\color {RoyalBlue}{\underline {1}}}0{\color {RoyalBlue}{\underline {0}}}1{\color {RoyalBlue}{\underline {1}}}1{\color {RoyalBlue}{\underline {0}}}0{\color {RoyalBlue}{\underline {1}}}0{\color {RoyalBlue}{\underline {0}}}\rightarrow 110110011100100\;...}
Cada dígit representa la direcció del plegament de la tira de paper un cop és desplegat, a l'exemple següent 1 és un gir a la dreta, i 0 un gir a l'esquerra:

### Propietats de la seqüència
El valor de cada terme {\displaystyle t_{n}} si {\displaystyle n=m\cdot 2^{k}} on m és senar, es pot obtenir recursivament:
{\displaystyle t_{n}={\begin{cases}1&{\text{si }}m=1\mod 4\\0&{\text{si }}m=3\mod 4\end{cases}}}
La seqüència té la particularitat que els primers dígits d'una iteració corresponen a la iteració anterior, per tant tota la seqüència es pot definir amb un únic nombre infinit (o paraula) al qual per cada iteració se n'obtenen {\displaystyle 2n+1} dígits.
Alternativament, la seqüència també es pot obtenir utilitzant substitució de la cadena de caràcters, començant per 11 i aplicant quatre condicions de transformació, però en aquest cas per cada n sempre inclou un 1 addicional al final de la cadena. Aquestes normes de substitució són:
{\displaystyle 11\rightarrow 1101}
{\displaystyle 01\rightarrow 1001}
{\displaystyle 10\rightarrow 1100}
{\displaystyle 00\rightarrow 1000}
Es pot veure a partir d'aquestes regles de morfisme que la paraula de la seqüència conté com a màxim tres 0 consecutius i com a màxim tres 1 consecutius.
La seqüència de la corba del drac també compleix la relació de simetria:
{\displaystyle t_{n}={\begin{cases}1&{\text{si }}n=2^{k}\\1-t_{2^{k}-n}&{\text{si }}2^{k-1}<n<2^{k}\end{cases}}}
Dit d'una altra manera, en cada iteració el nombre obtingut correspon a una seqüència a:1:b on a és la seqüència en la iteració anterior i b és la mateixa però en ordre invers i canviant els 1 per 0 i viceversa.

### Funció generadora
La funció generadora de la seqüència és:
{\displaystyle G(t_{n};x)=\sum _{n=0}^{\infty }t_{n}x^{n}\,.}
Si se substitueix x per 0.5 s'obté un nombre real entre 0 i 1; la seva expansió binària correspon a la paraula de la seqüència de la corba del drac.

## Variants
És possible canviar l'angle de gir de 90° a altres per generar altres estructures similars. Si l'angle és 60º llavors es formen triangles, ja que la corba es manté sempre dins de les arestes d'aquests passant-hi moltes vegades i pràcticament sense expandir-se. En canvi, si l'angle és 120º es forma una estructura molt oberta, on s'hi pot apreciar bé l'autosimilaritat. Amb angles superiors però propers a 90 es forma una estructura molt similar a la normal però que no recobreix el pla.
Per descomptat, hi ha més d'una manera de plegar una tira de paper. En els exemples previs tots els plecs estan orientats en la mateixa direcció, però de fet hi ha dues opcions per a cada nou plec; per sobre o per sota. Per tant, per n plecs hi ha 2n possibles combinacions donant lloc a una àmplia varietat de corbes del drac generalitzades. Per exemple, es pot canviar la direcció cada vegada; la seqüència de la corba resultant en aquest cas es pot construir afegint 1 o 0 de forma alterna com en el cas anterior, però canviant primer en la seqüència prèvia tots els 1 per 0 i viceversa:
{\displaystyle 1\rightarrow {\color {RoyalBlue}{\underline {1}}}0{\color {RoyalBlue}{\underline {0}}}\rightarrow 100\rightarrow {\color {RoyalBlue}{\underline {1}}}0{\color {RoyalBlue}{\underline {0}}}1{\color {RoyalBlue}{\underline {1}}}1{\color {RoyalBlue}{\underline {0}}}\rightarrow 1001110\rightarrow {\color {RoyalBlue}{\underline {1}}}0{\color {RoyalBlue}{\underline {0}}}1{\color {RoyalBlue}{\underline {1}}}1{\color {RoyalBlue}{\underline {0}}}0{\color {RoyalBlue}{\underline {1}}}0{\color {RoyalBlue}{\underline {0}}}0{\color {RoyalBlue}{\underline {1}}}1{\color {RoyalBlue}{\underline {0}}}\rightarrow 100111001000110\;...}
Moltes de les propietats de la seqüència original es mantenen, però en aquest cas la corba resultant recobreix la meitat del pla de forma triangular, sense encreuaments.